# Lluciapomaresius nobrei
Lluciapomaresius nobrei is een rechtvleugelig insect uit de familie van de sabelsprinkhanen (Tettigoniidae). De wetenschappelijke naam van deze soort is voor het eerst voorgesteld als Ephippigera nobrei door Ignacio Bolívar in een publicatie uit 1898.
Deze soort komt voor in de Serra da Estrela in Midden-Portugal en in de districten Braga en Viana do Castelo in het uiterste noordwesten van Portugal.